# Паленка (Тюменская область)
Па́ленка — деревня в Казанском районе Тюменской области в составе Афонькинского сельского поселения.

## География
Расположена в 34 км к югу от села Казанское, в 4 км к югу от села Афонькино рядом с государственной границей России с Казахстаном.

## История
Деревня основана в середине XIX века, впервые упоминается в связи с переселением казаков из Мглинского уезда Черниговской губернии в Ильинскую волость в 1895 году. Название деревни происходит от названия местности — Палёная Грива, или Паленка — пастбище, на котором каждую весну крестьяне из Афонькино выжигали сухую траву и камыш (устраивали «палы») по берегу озера Поварино и по заболоченным местам.

## Население
| 1989 | 2006 | 2010 |
| ---- | ---- | ---- |
| 89   | ↘76  | ↘55  |

## Улицы села
Ул. Центральная, ул. Южная.

## Общие сведения
Паленка расположена в окружении озёр-стариц, лугов (в том числе заболоченных) и осоко-тростниковых болот.
Паленка связана с деревнями Викторовка, Новогеоргиевка, сёлами Афонькино, Ильинка и Казанское автомобильной дорогой, автобус ежедневно выполняет рейсы до административного центра района.
Территория деревни Паленки входит в Ишимское благочиние Тобольско-Тюменской епархии.